# Ozarba parvula
Ozarba parvula là một loài bướm đêm trong họ Noctuidae.